# Jeřáb mandžuský

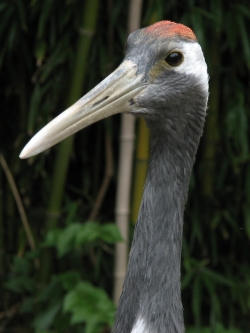
Morfologie hlavy jeřába mandžuského

Jeřáb mandžuský (Grus japonensis) je druhý největší druh jeřába, žijící ve východní Asii, kde je symbolem štěstí a věrnosti. Jeho přirozeným biotopem jsou mokřady a močály.

## Popis druhu
Dospělí jedinci dosahují výšky až 140 cm; nejtěžší zaznamenaný samec vážil 15 kg.
Převládající barva peří je bílá, krk a letky křídel jsou zbarveny černě a na hlavě mají červeně zbarvené temeno. V případě rozčilení se tato kůže zabarví do světle červena.

## Způsob života
Jeřáb mandžuský hnízdí na jaře a v létě na Sibiři, také na Kurilských ostrovech a ostrově Sachalinu. Samice klade do hnízda dvě vejce, obvykle však přežívá jen jedno mládě. Na podzim odlétají hejna ptáků do Koreje, Japonska, Číny, na Tchaj-wan a jiných zemí východní Asie kde přezimují. Výjimkou je hejno asi tisícovky jeřábů mandžuských které celoročně žije na ostrově Hokkaidó.
Jejich potravou jsou malí obojživelníci, vodní hmyz, bezobratlí a rostliny mokřadů a močálů. Jeřábi mandžuští také někdy obývají říční břehy, rýžová pole a jiné vodní biotopy.

## Status ohrožení druhu
Celková populace jeřábů mandžuských v přírodě má podle odhadů jen několik tisíc jedinců, jedná se tak o jeden z nejohroženějších ptačích druhů. Pod vedením stanice ochránců
„National Aviary“ v Pittsburghu v Pensylvánii probíhá program ve kterém zoologické zahrady v USA darují vejce jeřábů mandžuských; ta jsou dopravována letecky do Ruska, mláďata jsou odchovávána v Chingaské rezervaci a vypouštěna do volné přírody. V letech 1995 až 2005 takto bylo ze Spojených států amerických zasláno 150 vajec.
Na tomto záchranném programu se podílejí i čeští pracovníci ze Zoo Brno, Zoo Olomouc a Zooparku Chomutov.

## Jeřáb mandžuský v kultuře
V Japonsku je jeřáb mandžuský nazýván tančó, je národním symbolem i symbolem dlouhověkosti a je chráněn zvláštním zákonem jako národní kulturní bohatství. Ptáci jsou zobrazováni na mnoha předmětech, například na bankovkách o nominální hodnotě 1000 jenů nebo na logu japonských aerolinií.
V čínské kultuře je často jeřáb mandžuský součástí pověstí a legend. V taoismu je symbolem dlouhověkosti a nesmrtelnosti. V umění a literatuře jsou často nesmrtelní zobrazeni jak letí na jeřábech, stejně tak smrtelníci kteří dosáhnou nesmrtelnosti odlétají na jeřábech. V této souvislosti jsou jeřábi mandžuští nazýváni „xian he“ tj. pohádkoví jeřábi. Jeřáb mandžuský je také považován za symbol vznešenosti. Jeho zobrazení byla nalezena v hrobkách dynastie Šang a na bronzových ceremoniálních nádobách dynastie Žou. Nedávno byl jeřáb mandžuský zvolen Národním lesnickým úřadem Čínské lidové republiky jako jediný kandidát na čínské národní zvíře. Proti tomu však byly vzneseny výhrady vzhledem k jeho latinskému i anglickému jménu které obsahuje název Japonska.

## Chov v zoo
Tento druh jeřába byl v srpnu 2019 chován přibližně ve 150 evropských zoo. A to včetně 12 českých zoo, z toho v deseti sdružených v Unii českých a slovenských zoologických zahrad:
- Zoo Brno
- Zoo Děčín
- Zoo Hodonín
- Zoopark Chomutov
- Zoo Jihlava
- Zoo Olomouc
- Zoo Plzeň
- Zoo Praha
- Zoo Ústí nad Labem
- Zoo Zlín
- Zoo Sedlec
- Zoo Tábor

Na Slovensku byl tento druh v srpnu 2019 chován v Zoo Bojnice a Zoo Košice, také členských zoo Unie českých a slovenských zoologických zahrad.

### Chov v Zoo Praha
Jeřáb mandžuský byl v Zoo Praha historicky chován vždy jen krátkodobě, jako součást tranzitu. Prvně se tak stalo v roce 1957, podruhé v roce 1993. Současný chov má základy v roce 1998. Tehdy byla dovezena samice Amálka. Jejím partnerem se v roce 2010 stal samec Saitamu. Společně již několikrát úspěšně zahnízdili. První odchov se podařil v roce 2011. V roce 2018 bylo odchováno jedno mládě, a tak na konci daného roku byli chováni tři jedinci.
Tento druh je k vidění v expozičním celku Ptačí mokřady v dolní části zoo.

## Galerie

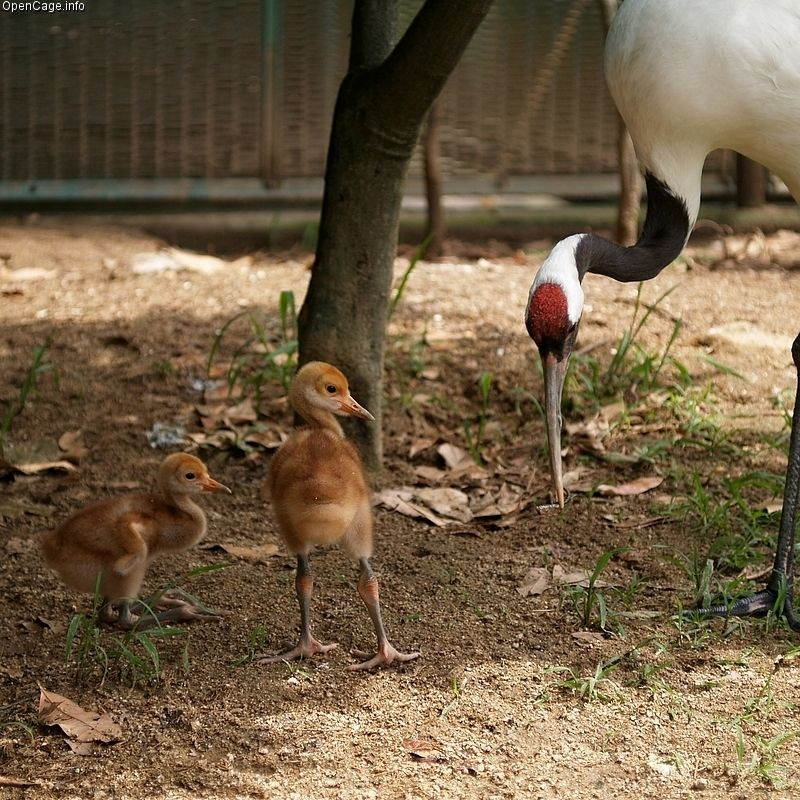
Grus japonensis
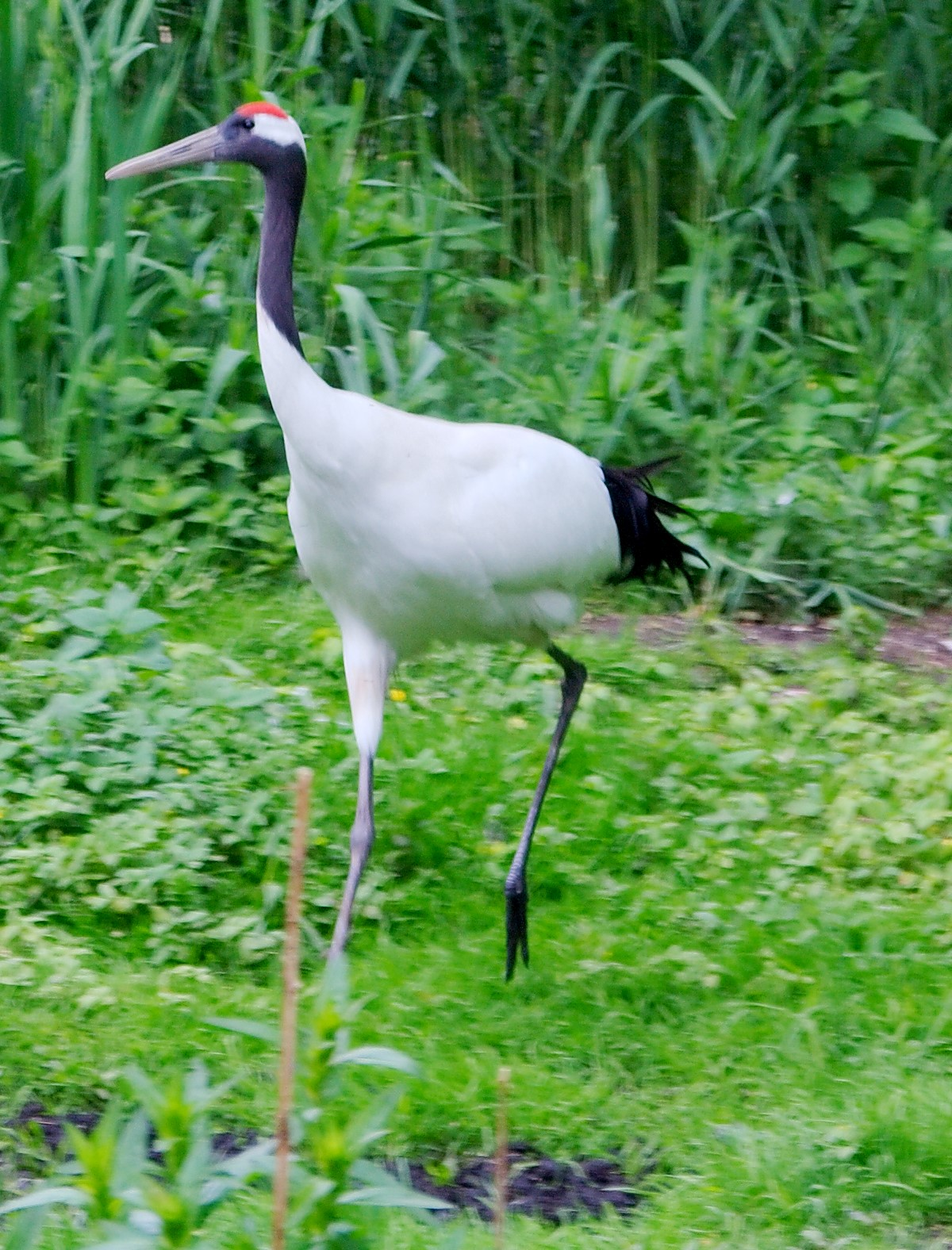
Grus japonensis
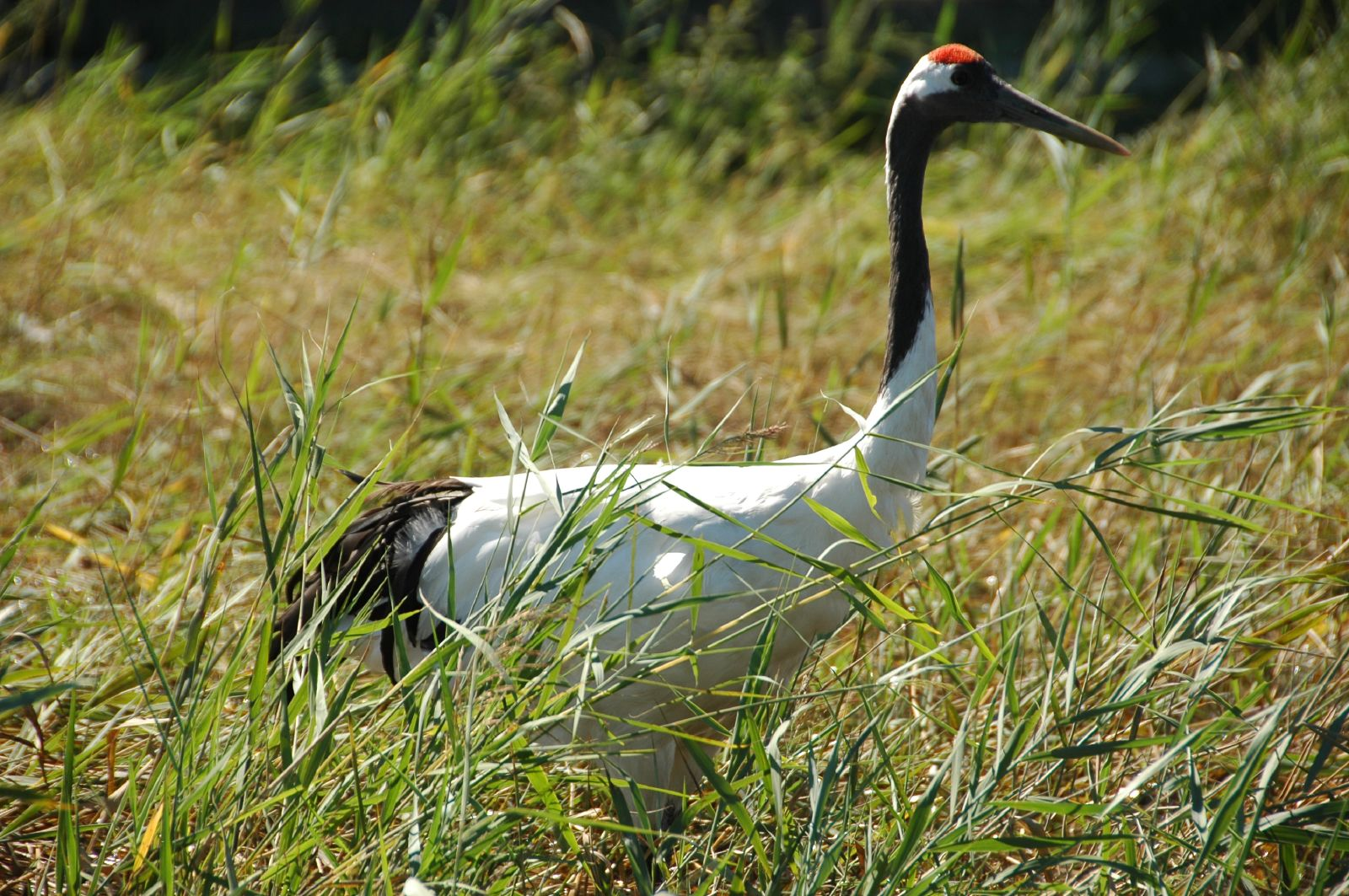
Grus japonensis
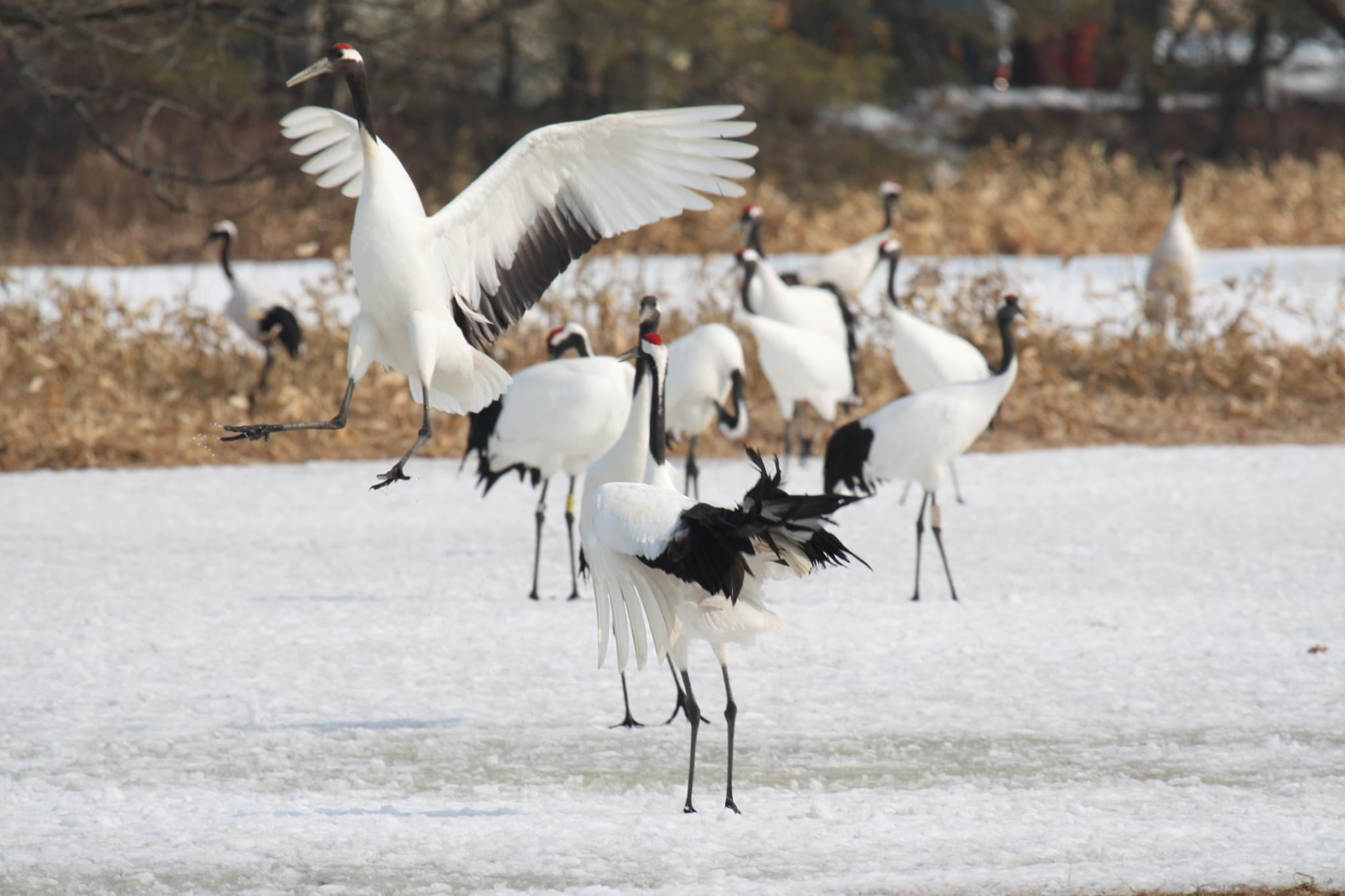
Grus japonensis
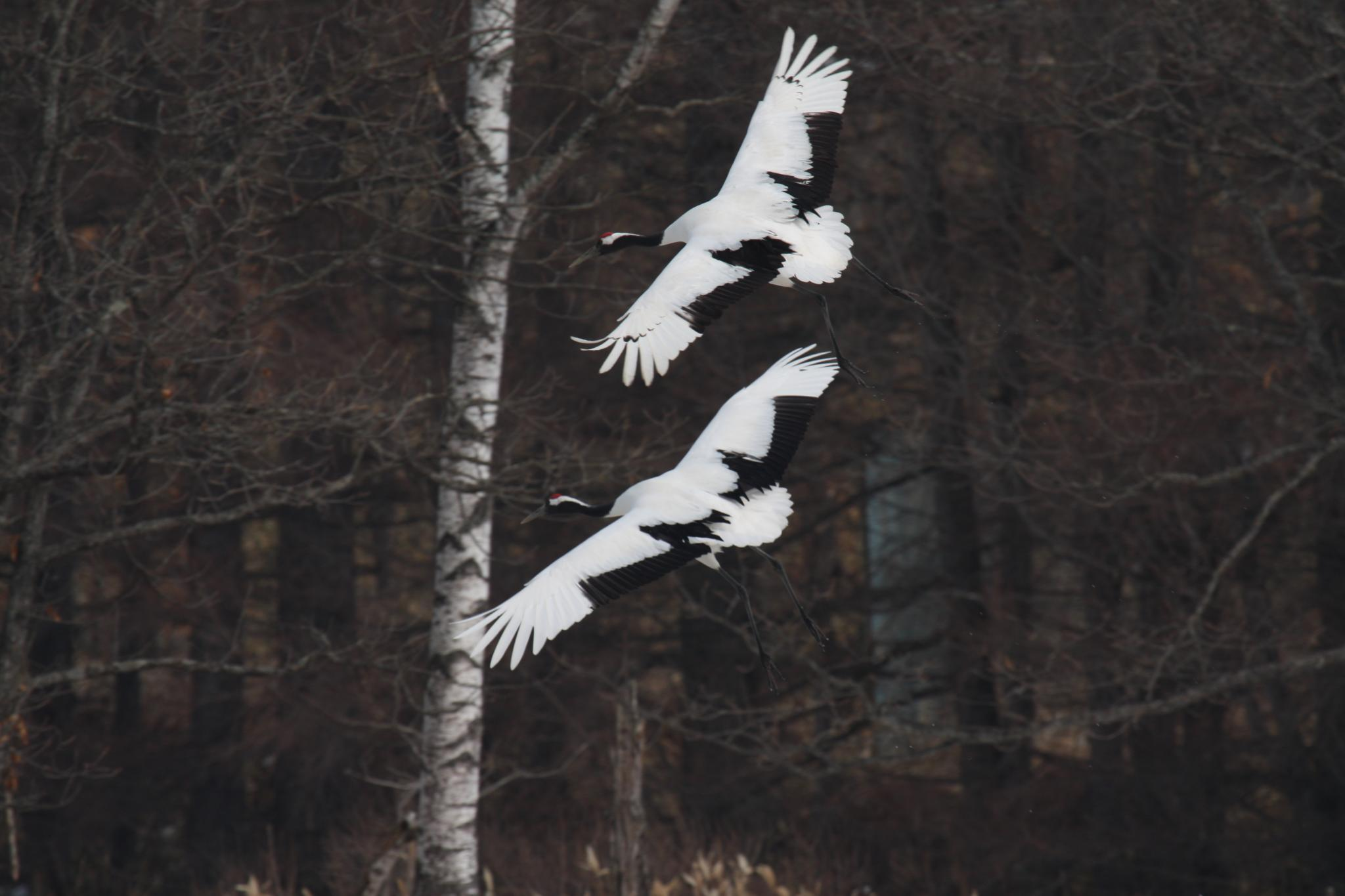
Grus japonensis